# 侏蓝仙鹟
侏蓝仙鶲（学名：Ficedula hodgsoni）又称侏蓝姬鹟，为鶲科仙鶲属的鸟类。该物种的模式产地在尼泊尔。
本种原归仙鹟属，Niltava hodgsoni (Moore)，后移入姬鹟属。2022年，为了与其新的分类地位相符，“中国鸟类名录”10.0版将侏蓝仙鹟的中文名修改为侏蓝姬鹟。

## 特征
侏蓝仙鹟体重约10克，翼长约46.4毫米，嘴峰长约10.4毫米，喙宽度约2.3毫米，喙厚度约2.2毫米，跗蹠长约13.6毫米，尾长约33.4毫米。侏蓝仙鹟在其分布区内为留鸟，其栖息在密集的高大树木组成的森林中，食性为肉食性，主要食物来源是陆生无脊椎动物。

## 亚种
- 侏蓝仙鶲指名亚种（学名：F. h. hodgsoni）：在中国大陆，分布于云南等地。该物种的模式产地在尼泊尔。[4]
- 侏蓝仙鶲东南亚亚种（：分布于泰国、马来亚、苏门答腊和婆罗洲的山地。[5]